# Life or Death
Life or Death är C-Murders första album som släpptes 17 mars 1998. No Limit Records är skivbolaget och Beats by the Pound har producerat skivan. Albumet blev en succé och kom nummer 3 på Billboard 200, nummer 1 på Top R&B/Hip-Hop Albums och nummer 21 på Top Heatseekers.

## Låtlista
1. "Intro" :50
2. "A 2nd Chance"  (feat. Mo B. Dick, Master P & Silkk the Shocker) 3:34
3. "Akickdoe!"  (feat. UGK & Master P) 4:36
4. "Costantly 'N Danger" (feat. Mia X) 3:13
5. "Don't Play No Games" (feat. Mystikal & Silkk the Shocker) 3:19
6. "Show Me Luv" (feat. Mac & Mr. Serv-On) 3:34
7. "Picture Me" (feat. Magic) 3:55
8. "On the Run" (feat. Soulja Slim & Da Hound) 3:21
9. "Get N Paid" (feat. Silkk the Shocker) 2:00
10. "Only the Strong Survive" (feat. Master P) 2:22
11. "The Truest Sh..." 2:39
12. "Making Moves" (feat. Master P & Mo B. Dick) 2:45
13. "Feel My Pain" 3:55
14. "Soldiers" (feat. Master P, Silkk the Shocker, Fiend, Mac, Mia X, Big Ed, Kane & Abel, Mystikal) 5:38
15. "Cluckers" (feat. Fiend) 2:42
16. "Life or Death" (feat. Ms. Peaches) 2:55
17. "Where I'm From" (feat. Prime Suspects) 3:26
18. "G's & Macks" (feat. Silkk the Shocker & Soulja Slim) 4:04
19. "Commercial" (feat. O'dell & QB) 1:05
20. "Riders" 2:27
21. "Watch Yo Enemies" (feat. Magic) 3:26
22. "Duck & Run" (feat. Fiend) 2:51
23. "Ghetto Ties" (feat. Soulja Slim) 4:21
24. "Survival of the Fittest" (feat. Gotti) 4:00
25. "Dreams" (feat. Big Ed) 1:39
26. "Outro" :26

## Album topplistan
| Lista                  | Position |
| ---------------------- | -------- |
| Heatseekers            | 21       |
| Billboard 200          | 3        |
| Top R&B/Hip-Hop Albums | 1        |